# Cautethia simitia
Cautethia simitia är en fjärilsart som beskrevs av William Schaus 1932. Cautethia simitia ingår i släktet Cautethia och familjen svärmare. Inga underarter finns listade i Catalogue of Life.